# Kurtovo Konare, Plovdiv
Kurtovo Konare (în bulgară Куртово Конаре) este un sat în comuna Stamboliiski, regiunea Plovdiv,  Bulgaria. 

## Demografie
Componența etnică a satului Kurtovo Konare
     Bulgari (80,99%)
     Romi (14,08%)
     Nicio identificare (4,12%)
     Altele (0,8%)
La recensământul din 2011, populația satului Kurtovo Konare era de 2.620 locuitori. Din punct de vedere etnic, majoritatea locuitorilor (80,99%) erau bulgari, cu o minoritate de romi (14,08%). Pentru 4,12% din locuitori nu este cunoscută apartenența etnică.